# Servion (Ardennes)
Pour les articles homonymes, voir Servion.
Servion est une localité de Rouvroy-sur-Audry et une ancienne commune française, située dans le département des Ardennes en région Grand Est.
Elle est intégrée dans la commune de Rouvroy-sur-Audry, le 1er novembre 1967.

## Géographie
La commune avait une superficie de 5,38 km2

## Histoire
Par arrêté préfectoral du 4 septembre 1967, la commune de Servion est rattachée, le 1er novembre 1967, à la commune de Rouvroy-sur-Audry.

## Politique et administration
| Période                                  | Période | Identité | Étiquette | Qualité |
| ---------------------------------------- | ------- | -------- | --------- | ------- |
|                                          |         |          |           |         |
| Les données manquantes sont à compléter. |         |          |           |         |

## Démographie
| 1793 | 1800 | 1806 | 1821 | 1831 | 1836 | 1841 | 1846 | 1851 |
| ---- | ---- | ---- | ---- | ---- | ---- | ---- | ---- | ---- |
| 176  | 183  | 215  | 196  | 204  | 207  | 217  | 238  | 234  |

| 1856 | 1861 | 1866 | 1872 | 1876 | 1881 | 1886 | 1891 | 1896 |
| ---- | ---- | ---- | ---- | ---- | ---- | ---- | ---- | ---- |
| lac. | lac. | 185  | 184  | 177  | 152  | 167  | 149  | 142  |

| 1901 | 1906 | 1911 | 1921 | 1926 | 1931 | 1936 | 1946 | 1954 |
| ---- | ---- | ---- | ---- | ---- | ---- | ---- | ---- | ---- |
| 138  | 128  | 114  | 113  | 121  | 154  | 172  | 140  | 137  |

| 1962 | - | - | - | - | - | - | - | - |
| ---- | - | - | - | - | - | - | - | - |
| 154  | - | - | - | - | - | - | - | - |

Histogramme

(élaboration graphique par Wikipédia)

## Lieux et monuments
- Église Saint-Étienne de Servion, église fortifiée, classé au titre des monuments historiques en 1981[3].

## Personnalités liées à la commune
- Jean Rogissart (1894-1961), écrivain ardennais, fut instituteur à Servion.